# Caroline Leaf
Pour les articles homonymes, voir Leaf.
 (mars 2025).
Certains termes anglais peu courants en français devraient être remplacés par des termes français équivalents mieux connus.
 (mars 2025).
La mise en forme du texte ne suit pas les recommandations de Wikipédia : il faut le « wikifier ».
Les points d'amélioration suivants sont les cas les plus fréquents :
- Les titres sont pré-formatés par le logiciel. Ils ne sont ni en capitales, ni en gras.
- Le texte ne doit pas être écrit en capitales (les noms de famille non plus), ni en gras, ni en italique, ni en « petit »…
- Le gras n'est utilisé que pour surligner le titre de l'article dans l'introduction, une seule fois.
- L'italique est rarement utilisé : mots en langue étrangère, titres d'œuvres, noms de bateaux, etc.
- Les citations ne sont pas en italique mais en corps de texte normal. Elles sont entourées par des guillemets français : « et ».
- Les listes à puces sont à éviter, des paragraphes rédigés étant largement préférés. Les tableaux sont à réserver à la présentation de données structurées (résultats, etc.).
- Les appels de note de bas de page (petits chiffres en exposant, introduits par l'outil «  Source ») sont à placer entre la fin de phrase et le point final[comme ça].
- Les liens internes (vers d'autres articles de Wikipédia) sont à choisir avec parcimonie. Créez des liens vers des articles approfondissant le sujet. Les termes génériques sans rapport avec le sujet sont à éviter, ainsi que les répétitions de liens vers un même terme.
- Les liens externes sont à placer uniquement dans une section « Liens externes », à la fin de l'article. Ces liens sont à choisir avec parcimonie suivant les règles définies. Si un lien sert de source à l'article, son insertion dans le texte est à faire par les notes de bas de page.
- La présentation des références doit suivre les conventions bibliographiques. Il est recommandé d'utiliser les modèles {{Ouvrage}}, {{Chapitre}}, {{Article}}, {{Lien web}} et/ou {{Bibliographie}}. Le mode d'édition visuel peut mettre en forme automatiquement les références.
- Insérer une infobox (cadre d'informations à droite) n'est pas obligatoire pour parachever la mise en page.

Pour une aide détaillée, merci de consulter Aide:Wikification.
Si vous pensez que ces points ont été résolus, vous pouvez retirer ce bandeau et améliorer la mise en forme d'un autre article.
Caroline Leaf, née le 12 aout 1946 à Seattle aux États-Unis, est une réalisatrice, écrivaine, productrice et animatrice canado-américaine reconnue pour ses techniques d'animation novatrices, notamment l'animation sur sable et la peinture sur verre.
Elle a produit de nombreux courts métrages et son travail est reconnu dans le monde entier et gagne plusieurs récompenses et prix.

## Biographie
Elle est née le 12 aout 1946 à Seattle aux États-Unis.
Elle étudie l'animation à Harvard.
Elle commence l'animation en 1968. Entre 1972 et 1991, elle travaille à l'Office national du film du Canada.
Elle vit à Londres et enseigne à l'École nationale de cinéma et de télévision.

## Œuvre
- 1969 : Sand or Peter and the Wolf[3]
- 1974 : The Owl Who Married a Goose: An Eskimo Legend[4]
- 1976 : The Street
- 1977 : The Metamorphosis of Mr. Samsa
- 1979 : Interview
- 1993 : Two Sisters / Entre deux sœurs

## Distinctions
- Montréal World Film Festival
- Melbourne International Film Festival
- Krakow Film Festival
- 1996 : Zagreb World Festival of Animated Films = lifetime achievement award
- 2017 : Annie Awards = Windsor McCay Award